# Мальєко (провінція)
Провінція Мальєко (ісп. Provincia de Malleco) — провінція в Чилі, у складі регіону Арауканія.
Включає 11 комун.
Територія — 13433 км². Населення — 205124 осіб (2017). Щільність населення - 15.27 чол./км².
Адміністративний центр — Анголь.

## Географія
Провінція розташована на півночі регіону Арауканія.
Провінція межує:
- на півночі - провінція Біобіо
- на сході — провінція Неукен (Аргентина)
- на півдні - провінція Каутин
- на заході — провінція Арауко

## Адміністративний поділ
Провінція включає 11 комун:
- Анголь . Адмін.центр - Анголь.
- Кольїпульї . Адмін.центр - Кольїпульї.
- Куракаутин . Адмін.центр — Куракаутин.
- Ерсілья . Адмін.центр - Ерсілья.
- Лонкімай . Адмін.центр - Лонкімай.
- Лос-Саусес . Адмін.центр - Лос-Саусес.
- Лумако . Адмін.центр - Лумако.
- Пурен . Адмін.центр - Пурен.
- Ренайко . Адмін.центр — Ренайко.
- Трайгуєн . Адмін.центр - Трайгуєн.
- Вікторія . Адмін.центр - Вікторія.